# Démophilosz (történetíró)
Démophilosz (Kümé?, Kr. e. 3. század – ?, Kr. e. 2. század) görög történetíró.

## Élete, munkássága
Életéről semmit sem tudunk. Ephorosznak, a történetírónak fia volt, a hagyomány egy munkájáról tesz említést: ő fejezte be apjának művét, a „Hisztoriai koinón praxeón”-t. További munkáiról nem tudunk, feltehetően nem alkotott jelentős műveket.